# جادوين (ميزوري)
جادوين (بالإنجليزية: Jadwin)‏ هي إحدى المجتمعات الفردية (غير مصنفة) في ولاية ميزوري في الولايات المتحدة الأمريكية.